# Louise Karlsson
Louise Viktoria Karlsson (Uddevalla (Västra Götalands), 26 april 1974) is een voormalig internationaal topzwemster uit Zweden. Ze vertegenwoordigde haar vaderland tweemaal op rij op de Olympische Spelen: in 1992 (Barcelona) en 1996 (Atlanta). 
Karlsson had ruim een jaar, om precies te zijn van 26 januari 1997 tot 26 februari 1998, het wereldrecord op de 100 meter wisselslag kortebaan in haar bezit. Deze moest zij afstaan aan de Chinese Xiaowen Hu. Karlsson excelleerde vooral op de kortebaan (25 meter).